# 3625 Fracastoro
3625 Fracastoro è un asteroide della fascia principale. Scoperto nel 1984, presenta un'orbita caratterizzata da un semiasse maggiore pari a 3,0535038 UA e da un'eccentricità di 0,1134072, inclinata di 5,02666° rispetto all'eclittica.
L'asteroide è dedicato all'astronomo italiano Mario Girolamo Fracastoro che diresse gli osservatori di Catania e Pino Torinese.